# مقطع حجر كبير
مقطع حجر كبير قرية سوريّة تتبع إداريّاً لمحافظة حلب منطقة منبج ناحية مركز منبج، بلغ تعداد سكانها 1,066 نسمة حسب التعداد السكاني لعام 2004.